# Globo de Ouro de melhor canção original
Categorias dos 
Prémios Globo de Ouro
Melhor Filme Dramático 
Melhor Comédia ou Musical 
Melhor Ator de Drama 
Melhor Ator de Comédia ou Musical 
Melhor Atriz de Drama 
Melhor Atriz de Comédia ou Musical 
Melhor Ator Coadjuvante 
Melhor Atriz Coadjuvante 
Melhor Filme de Animação 
Melhor Diretor 
Melhor Filme em Língua Estrangeira 
Melhor Trilha Sonora 
Melhor Canção Original
Melhor Roteiro
Prémio Globo de Ouro para Melhor Canção Original foi atribuído pela primeira vez em 1962 e tem sido atribuído anualmente desde 1965 pela Associação de Correspondentes Estrangeiros de Hollywood. O prémio é concedido para os compositores de uma canção original escrita especificamente para um filme. Os cantores não são creditados, a menos que tenham participado na composição da música ou letra.

## Vencedores e nomeados
- + – Significa que ganhou um Óscar de "Melhor Canção Orignal"
- ‡ – Significa que foi indicado ao Oscar de "Melhor Canção Original"

### Década de 1960
1961: "Town Without Pity" Escrita por Ned Washington; Música de Dimitri Tiomkin – Town Without Pity
1964: "Circus World" Escrita por Ned Washington; Música de Dimitri Tiomkin – Circus World
1965: "Forget Domani"  Escrita por Norman Newell;  Música de Riz Ortolani – The Yellow Rolls-Royce
- "Ballad of Cat Ballou" – Cat Ballou ‡
- "The Sweetheart Tree" - The Great Race ‡
- "The Shadow of Your Smile" – The Sandpiper
- "That Funny Feeling" – That Funny Feeling

1966: "Strangers in the Night" Escrita por Charles Singleton e Eddie Snyder; Música de Bert Kaempfert – A Man Could Get Killed
- "Alfie" – Alfie ‡
- "Born Free" – Born Free +
- "Georgy Girl" – Georgy Girl ‡
- "A Man and a Woman" – Un homme et une femme

1967: "If Ever I Would Leave You" Escrita por Alan Jay Lerner, Música de Frederick Loewe – Camelot
- "Talk to the Animals" por Sammy Davis, Jr. – Doctor Dolittle +
- "Circles in the Water (Des ronds dans l'eau)" – Live for Life (Vivre pour vivre)
- "Please Don't Gamble with Love" – Ski Fever
- "Thoroughly Modern Millie" – Thoroughly Modern Millie ‡

1968: "The Windmills of Your Mind" Escrita por Alan Bergman e Marilyn Bergman, Música de Michel Legrand, executado por José Feliciano – The Thomas Crown Affair +
- "Buona Sera, Mrs. Campbell" – Buona Sera, Mrs. Campbell
- "Chitty Chitty Bang Bang" – Chitty Chitty Bang Bang ‡
- "Funny Girl" por Barbra Streisand – Funny Girl ‡
- "Star" – Star! ‡

1969: "Jean" Música e letra por Rod McKuen – The Prime of Miss Jean Brodie ‡
- "Raindrops Keep Fallin' on My Head" por B. J. Thomas – Butch Cassidy and the Sundance Kid +
- "The Time for Love Is Anytime" – Cactus Flower
- "Goodbye, Columbus" – Goodbye, Columbus
- "What Are You Doing the Rest of Your Life?" – The Happy Ending‡
- "Stay" – The Secret of Santa Vittoria
- "True Grit" – True Grit ‡

### Década de 1970
1970: "Whistling Away the Dark" letra por Johnny Mercer, música de Henry Mancini – Darling Lili ‡
- "Ballad of Little Fauss and Big Halsey" – Little Fauss and Big Halsy
- "Till Love Touches Your Life" – Madron ‡
- "Pieces of Dreams" – Pieces of Dreams ‡
- "Thank You Very Much" – Scrooge ‡

1971: "Life Is What You Make It" letra por Johnny Mercer, música de Marvin Hamlisch – Kotch ‡
- "Rain Falls Anywhere It Wants To" – The African Elephant
- "Something More" – Honky
- "Theme from Shaft"; por Isaac Hayes – Shaft
- "Long Ago Tomorrow" – The Raging Moon

1972: "Ben" letra por Don Black, música de Walter Scharf, executado por Michael Jackson – Ben ‡
- "Carry Me" – Butterflies Are Free
- "Mein Herr" por Liza Minnelli – Cabaret
- "Money, Money" por Joel Grey e Liza Minnelli – Cabaret
- "Dueling Banjos" – Deliverance
- "Marmalade, Molasses and Honey" – The Life and Times of Judge Roy Bean ‡
- "Take Me Home" – Molly and Lawless John
- "The Morning After" por Maureen McGovern – The Poseidon Adventure +

1973: "The Way We Were" letra por Alan Bergman e Marilyn Bergman, música de Marvin Hamlisch, executado por Barbra Streisand – The Way We Were +
- "Breezy's Song" – Breezy
- "Lonely Looking Sky" – Jonathan Livingston Seagull
- "Rosa Rosa" – Kazablan
- "Send a Little Love My Way" – Oklahoma Crude
- "All That Love Went to Waste" – A Touch of Class ‡

1974: "I Feel Love" Escrita por Betty Box, música de Euel Box – Benji ‡
- "On and On" – Claudine
- "Sail the Summer Winds" – The Dove
- "I Never Met a Rose" – The Little Prince
- "We May Never Love Like This Again" por Maureen McGovern – The Towering Inferno +

1975: "I'm Easy" Música e escrita e execução por Keith Carradine – Nashville +
- "How Lucky Can You Get" – Funny Lady ‡
- "My Little Friend" – Paper Tiger
- "Now That We're in Love" – Whiffs ‡
- "Richard's Window" – The Other Side of the Mountain ‡

1976: "Evergreen"  Escrita por Paul Williams, Música e execução por Barbra Streisand – A Star Is Born +
- "Bugsy Malone" – Bugsy Malone
- "Car Wash" por Rose Royce – Car Wash
- "I'd Like to Be You for a Day" – Freaky Friday
- "Hello and Goodbye" – From Noon Till Three
- "So Sad the Song" – Pipe Dreams

1977: "You Light Up My Life"  Música e escrita por Joseph Brooks, executado por Kasey Cisyk – You Light Up My Life +
- "Down Deep Inside" por Donna Summer – The Deep
- "New York, New York" por Liza Minnelli – New York, New York
- "How Deep Is Your Love" por The Bee Gees – Saturday Night Fever
- "Nobody Does It Better" por Carly Simon – The Spy Who Loved Me ‡

1978: "Last Dance" Música e escrita por Paul Jabara, executada por Donna Summer – Thank God It's Friday +
- "Ready to Take a Chance Again" por Barry Manilow – Foul Play ‡
- "Grease" por Frankie Valli – Grease ‡
- "You're the One That I Want" por Olivia Newton-John e John Travolta – Grease
- "The Last Time I Felt Like This" – Same Time, Next Year ‡

1979: "The Rose" Música e escrita por Amanda McBroom, executado por Bette Midler - The Rose
- "Through the Eyes of Love" – Ice Castles ‡
- "The Main Event" – The Main Event
- "Rainbow Connection" – The Muppet Movie ‡
- "Better Than Ever" – Starting Over

### Década de 1980
1980: "Fame"  Letra por Dean Pitchford, música por Michael Gore, executada por Irene Cara – Fame +
- "Call Me" por Blondie – American Gigolo
- "Yesterday's Dreams" – Falling in Love Again
- "Love on the Rocks" por Neil Diamond – The Jazz Singer
- "9 to 5" por Dolly Parton – Nine to Five ‡

1981: "Arthur's Theme (Best That You Can Do)" Música e letra por Peter Allen, Burt Bacharach, Christopher Cross e Carole Bayer Sager, executado por Christopher Cross – Arthur +
- "It's Wrong For Me to Love You" por Pia Zadora – Butterfly (nomeado também no Framboesa de Ouro)
- "Endless Love" por Lionel Richie e Diana Ross – Endless Love ‡
- "For Your Eyes Only" by Sheena Easton – For Your Eyes Only ‡
- "One More Hour" – Ragtime ‡

1982: "Up Where We Belong" Letra por Wilbur Jennings, música por Jack Nitzsche e Buffy Sainte-Marie, executado por Joe Cocker e Jennifer Warnes – An Officer and a Gentleman +
- "Cat People (Putting Out Fire)" por David Bowie – Cat People
- "Making Love" – Making Love
- "Eye of the Tiger" por Survivor – Rocky III ‡
- "If We Were In Love" – Yes, Giorgio ‡

1983: "Flashdance... What a Feeling" letra de Irene Cara, Keith Forsey, música de Giorgio Moroder, executado por Irene Cara – Flashdance +
- "Maniac" por Michael Sembello – Flashdance ‡
- "Far from Over" por Frank Stallone – Staying Alive
- "Over You" – Tender Mercies ‡
- "The Way He Makes Me Feel" por Barbra Streisand – Yentl ‡

1984: "I Just Called to Say I Love You" Música e letra por Stevie Wonder, executado por Stevie Wonder – The Woman in Red +
- "Against All Odds (Take a Look at Me Now)" por Phil Collins – Against All Odds ‡
- "Footloose" por Kenny Loggins – Footloose ‡
- "Ghostbusters" por Ray Parker Jr. – Ghostbusters ‡
- "No More Lonely Nights" por Paul McCartney – Give My Regards to Broad Street
- "When Doves Cry" por Prince – Purple Rain

1985: "Say You, Say Me" Música e letra de Lionel Richie, executada por Lionel Richie – White Nights +
- "The Power of Love" por Huey Lewis and the News – Back to the Future ‡
- "Rhythm of the Night" por DeBarge – The Last Dragon
- "We Don't Need Another Hero" por Tina Turner – Mad Max Beyond Thunderdome
- "A View to a Kill" por Duran Duran – A View to a Kill

1986: "Take My Breath Away"  Letra de Tom Whitlock, música de Giorgio Moroder, interpretada por Berlin – Top Gun +
- "Somewhere Out There" por James Ingram e Linda Ronstadt – An American Tail ‡
- "Glory of Love" por Peter Cetera – The Karate Kid Part II ‡
- "Sweet Freedom" – Running Scared
- "Life in a Looking Glass" por Tony Bennett – That's Life! ‡ (nomeado também no Framboesa de Ouro)
- "They Don't Make Them Like They Used To" por Kenny Rogers – Tough Guys

1987: "(I've Had) The Time of My Life" Letra de Franke Previte, Música de John DeNicola e Donald Markowitz, executada por Bill Medley e Jennifer Warnes – Dirty Dancing +
- "Shakedown" por Bob Seger – Beverly Hills Cop II ‡
- "Nothing's Gonna Stop Us Now" por Starship – Mannequin ‡
- "The Secret of My Success" por Night Ranger – The Secret of My Success
- "Who's That Girl" por Madonna – Who's That Girl

1988: Dois vencedores:
 1) "Let the River Run" Música e letra por Carly Simon, executada por Carly Simon – Working Girl +
 2) "Two Hearts" Letra por Phil Collins, Música de Lamont Dozier – Buster ‡
- "When a Woman Loves a Man" – Bull Durham
- "Kokomo" por The Beach Boys – Cocktail
- "Why Should I Worry?" – Oliver & Company
- "Twins" – Twins

1989: "Under the Sea" Letra de Howard Ashman, Música de Alan Menken, executado por Samuel E. Wright – The Little Mermaid +
- "After All" por Cher e Peter Cetera – Chances Are ‡
- "Kiss the Girl" por Samuel E. Wright – The Little Mermaid ‡
- "I Love to See You Smile" – Parenthood ‡
- "The Girl Who Used to Be Me" – Shirley Valentine ‡

### Década de 1990
1990: "Blaze of Glory" Música e letra e execução por Jon Bon Jovi – Young Guns II
- "Sooner or Later (I Always Get My Man)" por Madonna – Dick Tracy +
- "What Can You Lose?" por Madonna e Mandy Patinkin – Dick Tracy
- "Promise Me You'll Remember" por Harry Connick, Jr. – The Godfather: Part III ‡
- "I'm Checkin' Out" por Meryl Streep e Blue Rodeo – Postcards from the Edge ‡

1991: "Beauty and the Beast" Letra de Howard Ashman, Música de Alan Menken, executado por Peabo Bryson e Céline Dion – Beauty and the Beast +
- "Dreams to Dream" – An American Tail: Fievel Goes West
- "Be Our Guest" por Angela Lansbury e Jerry Orbach – Beauty and the Beast ‡
- "(Everything I Do) I Do It for You" por Bryan Adams – Robin Hood: Prince of Thieves ‡
- "Tears in Heaven" por Eric Clapton – Rush

1992: "A Whole New World" Letra de Tim Rice, Música de Alan Menken, executado por Peabo Bryson e Regina Belle - Aladdin +
- "Friend Like Me" por Robin Williams - Aladdin ‡
- "Prince Ali" por Robin Williams - Aladdin
- "This Used to Be My Playground" por Madonna – A League of Their Own
- "Beautiful Maria of My Soul" – The Mambo Kings ‡

1993: "Streets of Philadelphia"  Música, letra e execução por Bruce Springsteen – Philadelphia +
- "The Day I Fall in Love" – Beethoven's 2nd ‡
- "Stay (Faraway, So Close!)" por U2 – In weiter Ferne, so nah!
- "Thief of Your Heart" – In the Name of the Father
- "Again" por Janet Jackson – Poetic Justice ‡

1994: "Can You Feel the Love Tonight" Letra de Tim Rice, Música e execução por Elton John – The Lion King +
- "The Color of the Night" por Lauren Christy – Color of Night (nomeado também no Framboesa de Ouro)
- "Look What Love Has Done" executado por Patty Smyth – Junior ‡
- "Circle of Life" executado por Elton John – The Lion King ‡
- "Far Longer than Forever" executado por Regina Belle e Jeffrey Osborne – The Swan Princess
- "I'll Remember" executado por Madonna – With Honors

1995: "Colors of the Wind" Letra de Stephen Schwartz, Música de Alan Menken, executada por Vanessa Williams – Pocahontas +
- "Hold Me, Thrill Me, Kiss Me, Kill Me" por U2 – Batman Forever (nomeado também no Framboesa de Ouro)
- "Have You Ever Really Loved a Woman?" por Bryan Adams – Don Juan DeMarco ‡
- "Moonlight" – Sabrina ‡
- "You've Got a Friend in Me" – Toy Story ‡

1996: "You Must Love Me" Letra de Tim Rice, Música de Andrew Lloyd Webber, executada por Madonna – Evita +
- "I Finally Found Someone" por Bryan Adams e Barbra Streisand – The Mirror Has Two Faces ‡
- "For the First Time" – One Fine Day ‡
- "That Thing You Do!" por The Wonders – That Thing You Do! ‡
- "Because You Loved Me" por Céline Dion – Up Close and Personal ‡

1997: "My Heart Will Go On" Letra de Will Jennings, Música de James Horner, executada por Céline Dion – Titanic +
- "Journey to the Past" por Aaliyah – Anastasia ‡
- "Once Upon a December" por Deana Carter – Anastasia
- "Go the Distance" por Roger Bart – Hercules ‡
- "Tomorrow Never Dies" por Sheryl Crow – Tomorrow Never Dies

1998: "The Prayer" Música e letra de David Foster, Tony Renis, Carole Bayer Sager, Alberto Testa, executada por Céline Dion e Andrea Bocelli – Quest for Camelot ‡
- "Uninvited" por Alanis Morissette – City of Angels
- "The Mighty" – The Mighty
- "Reflection" Música e letra de Matthew Wilder e David Zippel, executada por Christina Aguilera – Mulan
- "When You Believe" por Mariah Carey e Whitney Houston – The Prince of Egypt †
- "The Flame Still Burns" por Chris Difford, Marti Frederiksen e Mick Jones – Still Crazy

1999: "You'll Be in My Heart" Música, letra e execução de Phil Collins – Tarzan +
- "Beautiful Stranger" por Madonna – Austin Powers: The Spy Who Shagged Me
- "How Can I Not Love You" por Joy Enriquez – Anna and the King
- "Save Me" por Aimee Mann – Magnolia ‡
- "When She Loved Me" por Sarah McLachlan – Toy Story 2 ‡

### Década de 2000
2000: "Things Have Changed"  Música, letra e execução por Bob Dylan – Wonder Boys +
- "I've Seen It All" por Björk – Dancer in the Dark ‡
- "My Funny Friend and Me" por Sting – The Emperor's New Groove ‡
- "When You Come Back to Me Again" por Garth Brooks – Frequency
- "One in a Million" por Bosson – Miss Congeniality

2001: "Until..." Música, letra e execução por Sting – Kate & Leopold ‡
- "Come What May" por Nicole Kidman e Ewan McGregor – Moulin Rouge!
- "There You'll Be" por Faith Hill – Pearl Harbor ‡
- "May It Be" por Enya – The Lord of the Rings: The Fellowship of the Ring ‡
- "Vanilla Sky" por Paul McCartney – Vanilla Sky ‡

2002: "The Hands That Built America" Música e letra de Bono, Adam Clayton, The Edge & Larry Mullen Jr, executado por U2 – Gangs of New York ‡
- "Lose Yourself" by Eminem – 8 Mile +
- "Die Another Day" por Madonna – Die Another Day
- "Here I Am" por Bryan Adams – Spirit: Stallion of the Cimarron
- "Father and Daughter" por Paul Simon – The Wild Thornberrys Movie ‡

2003: "Into the West" Música e letra de Annie Lennox, Howard Shore, Frances Walsh, executada por Annie Lennox – The Lord of the Rings: The Return of the King +
- "Man of the Hour" por Pearl Jam – Big Fish
- "You Will Be My Ain True Love" por Alison Krauss e Sting – Cold Mountain ‡
- "Time Enough for Tears" por Andrea Corr – In America
- "The Heart of Every Girl" por Elton John – Mona Lisa Smile

2004: "Old Habits Die Hard" Música e letra de Mick Jagger, David A. Stewart, executado por Mick Jagger – Alfie
- "Million Voices" por Wyclef Jean – Hotel Rwanda
- "Learn to Be Lonely" por Minnie Driver – The Phantom of the Opera ‡
- "Believe" por Josh Groban – The Polar Express ‡
- "Accidentally in Love" por Counting Crows – Shrek 2 ‡

2005: "A Love That Will Never Grow Old" Letra de Bernie Taupin, Música de Gustavo Santaolalla, executado por Emmylou Harris – Brokeback Mountain
- "Christmas in Love" por Renee Olstead – Christmas in Love
- "Wunderkind" por Alanis Morissette – The Chronicles of Narnia: The Lion, the Witch and the Wardrobe
- "There's Nothing Like a Show on Broadway" – The Producers
- "Travelin' Thru" por Dolly Parton – Transamérica ‡

2006: "The Song of the Heart" Música, letra e execução por Prince – Happy Feet
- "Never Gonna Break My Faith" por Aretha Franklin e Mary J. Blige – Bobby
- "Listen" por Beyoncé Knowles – Dreamgirls ‡
- "Try Not to Remember" por Sheryl Crow – Home of the Brave
- "A Father's Way" por Seal – The Pursuit of Happyness

2007: "Guaranteed" Música, letra e execução por Eddie Vedder – Into the Wild
- "That's How You Know" por Amy Adams – Enchanted[5] ‡
- "Grace Is Gone" por Jamie Cullum – Grace Is Gone
- "Despedida" por Shakira – Love in the Time of Cholera
- "Walk Hard" por John C. Reilly – Walk Hard: The Dewey Cox Story

2008: "The Wrestler" Música, letra e execução por Bruce Springsteen – The Wrestler
- "I Thought I Lost You" por Miley Cyrus e Jeffrey Steele, executado por Miley Cyrus e John Travolta – Bolt
- "Once in a Lifetime" por Beyoncé Knowles – Cadillac Records
- "Gran Torino" por Jamie Cullum – Gran Torino
- "Down to Earth" por Peter Gabriel – WALL-E ‡

2009: "The Weary Kind" Música e letra de Ryan Bingham e T-Bone Burnett, executado por Ryan Bingham – Crazy Heart +
- "Cinema Italiano" por Kate Hudson – Nine
- "I See You" por Leona Lewis – Avatar
- "(I Want To) Come Home" por Paul McCartney – Everybody's Fine
- "Winter" por U2 – Brothers

### Década de 2010
2010: "You Haven't Seen the Last of Me" executada por Cher – Burlesque
- "Bound to You" por Sia e Christina Aguilera – Burlesque
- "Coming Home" por Gwyneth Paltrow – Country Strong ‡
- "I See the Light" por Mandy Moore e Zachary Levi – Tangled ‡
- "There's a Place for Us" por Carrie Underwood – The Chronicles of Narnia: The Voyage of the Dawn Treader

2011: "Masterpiece" executada por Madonna – W.E.
- "Hello, Hello" por Elton John – Gnomeo and Juliet
- "The Keeper" por Chris Cornell – Machine Gun Preacher
- "Lay Your Head Down" por Sinéad O'Connor – Albert Nobbs
- "The Living Proof" por Mary J. Blige – The Help

2012: "Skyfall" executada por Adele – Skyfall †
- "For You" por Keith Urban e Monty Powell – Act of Valor
- "Not Running Anymore" por Jon Bon Jovi – Stand Up Guys
- "Safe & Sound" por Taylor Swift e The Civil Wars – The Hunger Games
- "Suddenly" por Claude-Michel Schönberg, Alain Boublil e Herbert Kretzmer – Les Misérables ‡

2013: "Ordinary Love" executado por U2 – Mandela: Long Walk to Freedom ‡
- "Atlas" por Guy Berryman Jonny Buckland, Will Champion e Chris Martin – The Hunger Games: Catching Fire
- "Let It Go" por Kristen Anderson-Lopez e Robert Lopez – Frozen +
- "Please Mr. Kennedy" por Ed Rush, George Cromarty, T-Bone Burnett, Justin Timberlake, Joel e Ethan Coen – Inside Llewyn Davis
- "Sweeter Than Fiction" por Taylor Swift e Jack Antonoff – One Chance

2014: "Glory" executado por John Legend e Common – Selma †
- "Big Eyes" executada por Lana Del Rey - Big Eyes
- "Mercy Is" executada por Patti Smith, Lenny Kaye - Noah
- "Opportunity" executada por Greg Kurstin, Sia, Will Gluck - Annie
- "Yellow Flicker Beat" executada por Lorde - The Hunger Games: Mockingjay – Part 1

2015: "Writing's on the Wall" executado por Sam Smith – Spectre † 
- "Love Me like You Do" (Max Martin, Savan Kotecha, Ali Payami, Tove Lo, Ilya Salmanzadeh) – Fifty Shades of Grey
- "One Kind of Love" (Brian Wilson, Scott Bennett) – Love & Mercy
- "See You Again" (DJ Frank E, Andrew Cedar, Charlie Puth, Wiz Khalifa) – Furious 7
- "Simple Song #3" (David Lang) – Youth

2016: "City of Stars" executado por (Ryan Gosling e Emma Stone) – La La Land †
- "Can't Stop the Feeling!" (Max Martin, Shellback, Justin Timberlake) - Trolls
- "Faith" (Ryan Tedder, Stevie Wonder, Francis Farewell Starlite) - Sing
- "Gold" (Stephen Gaghan, Danger Mouse, Daniel Pemberton, Iggy Pop) - Gold
- "How Far I'll Go" (Opetaia Foa'i, Mark Mancina, Lin-Manuel Miranda) - Moana

2017: "This Is Me" executada por Keala Settle – The Greatest Showman ‡
- "Home" executado por Nick Jonas – Ferdinand
- "Mighty River" executada por Mary J. Blige – Mudbound ‡
- "Remember Me" executada por Benjamin Bratt –  Coco †
- "The Star" executada por Mariah Carey – The Star

2018: "Shallow" executada por Bradley Cooper & Lady Gaga – A Star Is Born † 
- "All the Stars" executada por Kendrick Lamar & SZA – Black Panther ‡
- "Girl in the Movies" executada por Dolly Parton – Dumplin'
- "Requiem for a Private War" executada por Annie Lennox – A Private War
- "Revelation" executada por Jónsi & Troye Sivan – Boy Erased

2019: "(I'm Gonna) Love Me Again" executada por Elton John e Bernie Taupin – Rocketman †
- "Spirit" executada por Beyoncé, Timothy McKenzie, Ilya Salmanzadeh – The Lion King
- "Into the Unknown" executada por Kristen Anderson-Lopez, Robert Lopez – Frozen 2 ‡
- "Beautiful Ghosts" executada por Andrew Lloyd Webber, Taylor Swift – Cats
- "Stand Up" executada por Joshuah Brian Campbell, Cynthia Erivo – Harriet ‡

### Década de 2020
2020: "Io Sì (Seen)" executada por Diane Warren, Laura Pausini e Niccolò Agliardi – La vita davanti a sé ‡ 
- "Fight for You" executada por D'Mile, H.E.R. e Tiara Thomas – Judas and the Black Messiah †
- "Hear My Voice" executada por Celeste e Daniel Pemberton – The Trial of the Chicago 7 ‡
- "Speak Now" executada por Sam Ashworth e Leslie Odom Jr. – One Night in Miami... ‡
- "Tigress & Tweed" executada por Andra Day e Raphael Saadiq – The United States vs. Billie Holiday

2021: "No Time to Die" executada por Billie Eilish e Finneas O'Connell – No Time to Die † 
- "Be Alive" executada por Dixson e Beyoncé – King Richard ‡
- "Dos Oruguitas" executada por Lin-Manuel Miranda – Encanto ‡
- "Down to Joy" executada por Van Morrison – Belfast ‡
- "Here I Am (Singing My Way Home)" executada por Carole King, Jennifer Hudson e Jamie Hartman – Respect

2022: "Naatu Naatu" executada por Rahul Sipligunj e Kaala Bhairava – RRR † 
- "Carolina" executada por Taylor Swift – Where the Crawdads Sing
- "Ciao Papa" executada por Alexandre Desplat, Roeban Katz & Guillermo del Toro – Guillermo del Toro's Pinocchio
- "Hold My Hand" executada por Lady Gaga – Top Gun: Maverick ‡
- "Lift Me Up" executada por Rihanna – Black Panther: Wakanda Forever ‡

2023: "What Was I Made For?" executada por Billie Eilish e Finneas O'Connell – Barbie 
- "Dance the Night" executada por Mark Ronson, Andrew Wyatt, Dua Lipa e Caroline Ailin – Barbie
- "I'm Just Ken" executada por Mark Ronson e Andrew Wyatt – Barbie
- "Peaches" executada por Jack Black, Aaron Horvath, Michael Jelenic, Eric Osmond e John Spiker – The Super Mario Bros. Movie
- "Road to Freedom" executada por Lenny Kravitz – Rustin
- "Addicted to Romance" executada por Bruce Springsteen – She Came to Me

2024: "El Mal" executada por Clément Ducol, Camille Dalmais e Jacques Audiard – Emilia Pérez 
- "Beautiful That Way" executada por Andrew Wyatt, Miley Cyrus e Lykke Li – The Last Showgirl
- "Compress / Repress" executada por Trent Reznor, Atticus Ross e Luca Guadagnino – Challengers
- "Forbidden Road" executada por Robbie Williams, Freddy Wexler e Sacha Skarbek – Better Man
- "Kiss the Sky" executada por Delacey, Jordan K. Johnson, Stefan Johnson, Maren Morris, Michael Pollack e Ali Tamposi – The Wild Robot
- "Mi Camino" executada por Clément Ducol e Camille Dalmais – Emilia Pérez